# Rosalinda Avila Selvas
Rosalinda Avila Selvas (Ciudad de México, 3 de septiembre de 1956) es una feminista mexicana (desde 1986), luchadora social y política, defensora de los derechos de las mujeres en la participación política y promotora de los derechos laborales de las mujeres. 

## Datos Biográficos
Desde la edad de 16 años ya era una joven de izquierda con bastante actividad política, formando su carrera política en el Partido Comunista Mexicano aun sin tener las bases teóricas, políticas e ideológicas, por ello se reconoce como una luchadora social innata, desde entonces ha buscado el bienestar social y político para las mujeres. Refiere sentirse identificada y comprometida con la justicia, la libertad y la igualdad. 
Durante su participación como militante del Partido Comunista Mexicano se dio cuenta de que las demandas de las mujeres eran siempre relegadas o poco escuchadas, por ello decide salirse de la estructura partidaria e incorporarse de lleno al movimiento feminista a finales de los años 80, siendo este un parte aguas en su vida pues de ahí aprendió a cuestionar la diferencia sexual, los asuntos de género y a desarticular la concepción tradicional y hegemónica de lo que es ser mujer y hombre, especializándose en género, derechos laborales de las mujeres e igualdad y participación política feminista.
Durante su participación en partidos y movimientos sociales observó la constante minimización, desvalorización y discriminación que las mujeres viven, por ello decidió ser promotora de los derechos políticos, sociales y laborales de las mujeres; el feminismo le permitió reconocerse y darse cuenta de la importancia de la participación de las mujeres en los espacios políticos y laborales, refiere entender esto no desde un asunto de minorías, sino de justicia social y de importancia en la lucha por las libertades y la igualdad.
Licenciada en Sociología por la Facultad de Ciencias Políticas y Sociales de la UNAM, con estudios en Psicoterapia Humanista y certificada como Coaching Ejecutivo Estratégico y Coaching Político; es integrante vitalicia de la Red Mujeres en Plural quienes luchan por los derechos políticos de las mujeres, contra la violencia política por razones de género y la paridad en espacios de toma de decisiones; fue integrante de Mujeres Trabajadoras Unidas A.C. (1993 - 2011) como Coordinadora del Programa de Género, Coordinadora de Empoderamiento Económico de las Mujeres y Coordinadora Colegiada de formación y capacitación; también fue vocera de la Red Ciudadana por el reconocimiento de Sociedad de Convivencia, primera figura de Unión Civil Igualitaria; ha formado parte de la Iniciativa SUMA, democracia es igualdad. (2010 al 2014) como Coordinadora de Mentoría y Coaching Político. Fue Cofundadora de Diversa Agrupación Política Nacional Feminista. Formó parte del Grupo Promotor del Encuentro Nacional Feminista (2010). 

### Participación Política Feminista
En el 2006 fue candidata a la Jefatura por la Delegación Cuauhtémoc, con el Partido Alternativa Socialdemócrata. 
En 2005 al 2008, fue Secretaria de Equidad y Derechos Humanos, en el mismo partido. 

### Participación en el Gobierno de la Ciudad de México
Fue Coordinadora de la Unidad de Igualdad de Género en la Secretaría del Trabajo y Fomento al Empleo del Gobierno de la Ciudad de México. (2016-2018).
Trabajó en SEDESOL como responsable de políticas de género.  
En el 2011 fue integrante del Consejo Consultivo del Instituto de las Mujeres del D.F. ante la Junta de Gobierno del Inmujeres-D.F.  
Ha sido Invitada permanente del Consejo para Prevenir y erradicar la Discriminación del Distrito Federal.
En el Instituto de las Mujeres del D.F. fue Directora de Fomento y Concertación de Acciones (2000-2002), donde introdujo programas comunitarios para jóvenes sobre sexualidad y prevención de la violencia de género, proyectos especiales dirigidos a mujeres en prisión, mujeres con VIH/SIDA, trabajadoras sexuales, jóvenes lesbianas y mujeres en contexto de adicciones.